# Faust (filme de 1994)
Faust (bra: Fausto) é um filme de animação franco-britano-tcheco de 1994, dos gêneros drama e fantasia, dirigido por Jan Švankmajer.

## Sinopse
Nesta filme livremente adaptado da da obra de Goethe, atores e marionetes personificam o lendário Fausto como um homem dos dias de hoje.

## Elenco
- Petr Cepek ... Fausto
- Jan Kraus
- Vladimír Kudla
- Antonin Zacpal
- Jirí Suchý
- Viktorie Knotková
- Jana Mézlová
- Miluse Straková
- Josef Fiala
- Martin Radimecký